# Lake City, Arkansas
Lake City là một thành phố thuộc quận Craighead, tiểu bang Arkansas, Hoa Kỳ. Năm 2010, dân số của thành phố này là 2082 người.

## Dân số
- Dân số năm 2000: 1956 người.
- Dân số năm 2010: 2082 người.